# 藝宴坊
藝宴坊（英文：Silence le Cabaret）是結合無聲晚宴與戲劇的餐飲體驗，參加者要在無聲環境中欣賞戲劇和享受晚宴，位於九龍長沙灣通州街的星匯居之內。
這個概念源於19世紀的巴黎，是一種流行在餐館和夜總會的歌舞表演，讓觀眾一邊在輕鬆愉快的氣氛下進餐，一邊欣賞表演。

## 成立背景
這是繼「對話體驗.無聲工作坊」推出後，再打破傳統創辦藝宴坊。「對話體驗.無聲工作坊」提供兩小時的無聲體驗，參加者須戴上耳筒模擬失去聽覺，用眼睛及身體語言，在無聲溝通中發現新的經驗。參加者在聾人導師的指導下，進行角色互換，模擬聾人所面對的處境。
而藝宴坊是讓觀眾、戲劇與晚宴三者合為一，整場晚宴於無聲環境中進行，演出者均為聾人。透過這個活動，為入場人士帶來啟發，讓不同能力的人士都可以一同創建一個共融、美好的社會。

## 目標
- 鼓勵參加者與表演者互動
- 為參加者帶來創新、開明的思維與態度
- 讓參加者打破語言限制，於寧靜的環境中細味美食與戲劇

## 外部連結
- 藝宴坊官方網頁 （页面存档备份，存于）
- 藝宴坊 Facebook 專頁